# Coupe d'Europe des clubs champions de balle au tambourin
La Coupe d'Europe des clubs champions de balle au tambourin est une compétition annuelle créée en 1994 en salle et en 1996 en extérieur mettant aux prises les meilleurs clubs italiens et français. Par la suite les clubs allemands, espagnols, anglais et hongrois sont venues intégrer la compétition en salle. Une Coupe d'Europe des clubs champions de balle au tambourin féminin en extérieur est créée en 2001.

## Histoire
La Coupe d'Europe des clubs champions oppose chaque année les champions et vice-champions de France et d'Italie dans un tournoi à quatre sur deux jours avec demi-finales et finale. Les demi-finales sont croisées entre clubs français et italiens. Lors de l'édition 1999 jouée à Cournonterral du 10 au 13 juillet, quatre formations italiennes participent au tournoi en compagnie d'une formation allemande et d'une équipe française, une sélection comprenant trois joueurs de Vendémian, deux de Notre-Dame-de-Londres et un représentant des clubs de Cournonterral, Cournonsec, La Causse-sur-Selle et Cazouls-d'Hérault.
En 2007, les deux clubs italiens de Callianetto et Montechiaro se qualifient en finale en écartant Cournonterral (13-5) et Vendémian (13-5). Callianetto remporte son cinquième titre consécutif en s'imposant 13-6. 
En 2008, Callianetto se qualifie une nouvelle fois pour la finale en s'imposant 13-3 contre Vendémian tout comme Solferino qui gagne 13 à 1 contre Cournonsec en demi-finale. La finale du 6 juillet ne livre pas de vainqueur car la pluie met un terme à la partie. Symboliquement, la cinquième place de cette édition est attribuée aux Espagnols de l'INEF Barcelona, qui participent à un tournoi face à des formations italiennes en marge de la Coupe d'Europe.
Callianetto retrouve la plus haute marche du podium en 2009 et 2010 tandis que la domination italienne sur les clubs français se confirme. En 2010, Cremolino bat ainsi Cournonsec 13-4 en demi-finale ; Callianetto s'impose 13-2 contre Notre-Dame-de-Londres.

## Palmarès en extérieur
| Date | Vainqueur                  | Finaliste                  | Troisième         |
| 1996 | Pol De Negri Castelferro   |                            |                   |
| 1997 | Pol Castelferro Tecnoreg   |                            |                   |
| 1998 | AT Ennio Guerra Castellaro |                            |                   |
| 1999 | AT Ennio Guerra Castellaro |                            |                   |
| 2000 | ATC Borgosatollo           |                            |                   |
| 2001 | ATC Borgosatollo           |                            |                   |
| 2002 | ATC Borgosatollo           |                            |                   |
| 2003 | US Callianetto-Torino      |                            |                   |
| 2004 | US Callianetto-Torino      | AT Ennio Guerra Castellaro | AS Vendémian      |
| 2005 | US Callianetto-Torino      | AT Ennio Guerra Castellaro | N-D de Londres    |
| 2006 | US Callianetto-Torino      | US Cravianese              | AS Vendémian      |
| 2007 | US Callianetto-Torino      | GST Montechiaro            | AS Vendémian      |
| 2008 | ASD Solferino              | US Callianetto-Torino      | TC Cournonsec     |
| 2009 | US Callianetto             | ASD Solferino              | TC Cournonsec     |
| 2010 | US Callianetto             | ASD Cremolino              | TC Cournonsec     |
| 2011 | US Callianetto             | ASD Mezzolombardo          | Cazouls d'Hérault |
| 2012 | US Callianetto             | ASD Solferino              | Cazouls d'Hérault |
| 2013 | US Callianetto             |                            |                   |
| 2014 | AT Monte                   |                            |                   |
| 2015 | ASDT Cavaion Monte Peroni  |                            |                   |
| 2016 | ASDT Cavaion Monte Peroni  | Medole                     |                   |
| 2017 | ASDT Cavaion Monte Peroni  | AT Ennio Guerra Castellaro | AS Vendémian      |
| 2018 | AT Ennio Guerra Castellaro | ASDT Cavaion Monte Peroni  | Cazouls d'Hérault |
| 2019 | ASDT Cavaion Monte Peroni  | AT Ennio Guerra Castellaro |                   |
| 2020 |                            |                            |                   |
| 2021 | AT Ennio Guerra Castellaro | ASDT Cavaion Monte Peroni  |                   |
| 2022 | ASDT Solferino             | AT Ennio Guerra Castellaro | Arcene            |
| 2023 | AT Ennio Guerra Castellaro | Arcene                     | Cazouls d'Hérault |
| 2024 | AT Ennio Guerra Castellaro | Cazouls d'Hérault          | Arcene            |

## Palmarès en salle
| Date | Vainqueur                  | Finaliste                  | Troisième                  |
| 1994 | Fulgur Bagnacavallo        |                            |                            |
| 1995 | TC Cournonterral           |                            |                            |
| 1996 | Fulgur Bagnacavallo        | COLC La Penne/Huveaune     |                            |
| 1997 | GST Ragusa                 | COLC La Penne/Huveaune     |                            |
| 1998 | Fulgur Bagnacavallo        | COLC La Penne/Huveaune     |                            |
| 1999 | US Poussan-Balaruc         | Cologne                    | Pol Tuenno                 |
| 2000 | Fulgur Bagnacavallo        |                            |                            |
| 2001 | Pol Tuenno                 |                            |                            |
| 2002 | GST Ragusa                 | COLC La Penne/Huveaune     |                            |
| 2003 | GST Ragusa                 | US Poussan                 |                            |
| 2004 | US Poussan                 |                            |                            |
| 2005 | GST Ragusa                 | Florensac                  |                            |
| 2006 | US Poussan                 |                            |                            |
| 2007 | GST Ragusa                 | T.C.Pennes Mirabeau        | Berlin                     |
| 2008 | AT Ennio Guerra Castellaro | COLC La Penne/Huveaune     |                            |
| 2009 | AT Ennio Guerra Castellaro | T.C.Pennes Mirabeau        | Club Esportiu Barcelona    |
| 2010 | Florensac                  | GST Ragusa                 |                            |
| 2011 | Fulgur Bagnacavallo        | Florensac                  |                            |
| 2012 | GST Ragusa                 | Florensac                  | Tamburello Granada         |
| 2013 | Florensac                  | Fulgur Bagnacavallo        | Inef Barcelone             |
| 2014 | Florensac                  | GST Ragusa                 | T.C.Pennes Mirabeau        |
| 2015 | Fulgur Bagnacavallo        | Florensac                  | ASD Noarna                 |
| 2016 | AT Ennio Guerra Castellaro | TC Cournonterral           | Florensac                  |
| 2017 | TC Cournonterral           | Florensac                  |                            |
| 2018 | TC Cournonterral           | Florensac                  | Arcene                     |
| 2019 | TC Cournonterral           | Florensac                  | Marco                      |
| 2020 | TC Cournonterral           | Marco                      | Aigues Vives               |
| 2021 | Cinaglio                   | Florensac                  | TC Cournonterral           |
| 2022 | Segno                      | Florensac                  | Cinaglio                   |
| 2023 | Florensac                  | AT Ennio Guerra Castellaro | ES Paulhan                 |
| 2024 | ES Paulhan                 | Florensac                  | AT Ennio Guerra Castellaro |

## Sources
- Site officiel de la fédération italienne
- Site officiel de la fédération française